# Hangash
Hangash (somali:  Hay'adda Nabad Gal'yada Gaashaandhiga; um acrônimo somaliano que significa Unidade de Inteligência Militar) era uma unidade policial secreta notória da Somália sob o regime de Siad Barre até seu colapso em 1991.

## Visão geral
Criado na sequência da tentativa de golpe de 1978, a finalidade oficial do Hangash era manter a vigilância sobre as Forças Armadas Somalis e ao Serviço de Segurança Nacional da Somália. Quando o governo de Barre passou a intervir na atividade política de forma mais severa, o Hangash adquiriu mais poderes, sobrepondo aquelas do Serviço de Segurança Nacional. De acordo com Country Study de 1993 publicado pela Biblioteca do Congresso dos EUA, “o Hangash, que operava sem autoridade legal, tornou-se mais temido do que o Serviço de Segurança Nacional. ” 
Quando o Serviço de Segurança Nacional foi dissolvido formalmente em 1990, muitas de suas atividades foram englobadas pelo Hangash e por outras instituições que compunham o aparato de segurança do regime de Barre, tal como o Tribunal Militar Móvel, o Conselho de Segurança Regional e os Pioneiros da Vitória.